# روبرت غرينت
روبرت ألكسندر لويد غرينت (بالإنجليزية: Rupert Alexander Lloyd Grint)‏ (مواليد 24 أغسطس 1988 –) هو ممثل ومنتج إنجليزي. ولد في هارتفوردشير، في إنجلترا. عُرف بسبب دوره التمثيلي لشخصية رون ويزلي، إحدى الشخصيات الثلاثة الرئيسية في سلسلة أفلام هاري بوتر. اختير غرينت لدور رون في سن الحادية عشرة، وكان قد سبق له أن مثل في المسرحيات المدرسية وفي مجموعة المسرح المحلي. من عام 2001 إلى 2011، شارك في جميع أفلام هاري بوتر الثمانية.
بدأ غرينت من 2002 في العمل خارج امتياز أفلام هاري بوتر، حيث لعب دور بطولة مشتركة في ثاندربانتس. أخذ أدوارًا بارزةً في: فيلم دروس تعلم القيادة، وهو فيلم درامي كوميدي أُصدر عام 2006، وفيلم قنبلة الكرز، وهو فيلم درامي محدود الإنتاج أُصدر في عام 2010. شارك غرينت في دور البطولة مع بيل ناي وإيميلي بلنت في فيلم الهدف البري، وهو فيلم كوميدي. كان أول مشروع سينمائي له بعد نهاية سلسلة هاري بوتر هو فيلم في العاصفة الثلجية لعام 2012، والذي يلعب فيه دورًا مساعدًا. في عام 2013، أُطلق فيلم غرينت الجديد CBGB وقدّم في برنامج سي بي إس سوبر كلايد. ظهر غرينت لأول مرة على مسرح هارولد بينتر في لندن، في مسرحية موجو لـجيز بوتيرورث في أكتوبر 2013. في عام 2014، أدى صوت شخصية جوش في فيلم بات ساعي البريد: الفيلم. وفي عام 2017، قام ببطولة المسلسل التلفزيوني سناتش، وكان المنتج التنفيذي له أيضا، وهو مسلسل مبني على الفيلم الذي يحمل نفس الاسم.

## نشأته
وُلِد غرينت في هارلو، إيسيكس، إنجلترا، لوالده نايجل غرينت (مواليد 1963)، تاجر مخلفات السباق التذكارية، وجوان غرينت (مواليد بارسونز؛ 1967). غرينت هو الأكبر بين خمسة أشقاء، الآخرون هم جيمس (مواليد 1990)، جورجينا (مواليد 1993)، سامانثا (مواليد 1996)، شارلوت (مواليد 1998). ذكر أن هدفه الأقدم في الحياة كان أن يصبح بائع آيس كريم. التحق بمدرسة ريتشارد هيل في هيرتفورد.
أثناء وجوده في المدرسة، أبدى غرينت اهتمامًا كبيرًا بالمسرح. وبدأ في تقديم العروض المدرسية وانضم إلى مدرسة توب هات ستايج أند سكرين، وهي مجموعة مسرح محلي أعطته دور سمكة في مسرحية سفينة نوح وحمار في مسرحية ميلاد أخرى. واصل أداءه في المسرحيات المدرسية أثناء انتقاله إلى المدرسة الثانوية. ومع ذلك، لم يُمثل غرينت بشكل احترافي قبل سلسلة هاري بوتر.
ترك المدرسة وهو في السادسة عشرة من عمره ليركز على عمله في التمثيل. وعلق لاحقًا بقوله: «لم أحب المدرسة كثيرًا».

## الحياة الخاصة
يعمل غرينت مع العديد من المؤسسات الخيرية، حيث يتبرع بمواد مثل الملابس للمزادات الخيرية، فضلاً عن مشاركته في واكي رالي في عام 2010 (مع جيمس وأوليفر فيلبس)، الذي جمع أموالًا لمؤسسة قارب الحياة الوطني في بريطانيا. كان واحدًا من بين أكثر من 40 مشاركًا أنتجوا تصميمات لمجموعة كريساليس لرعاية دار الضيافة في لوتون. بيعت قطعته، وهي فراشة مطلية، في مزاد على موقع إي باي في مارس 2010.
شارك غرينت في مايو 2011، مع مشاهير آخرين في حملة إعلانية بعنوان «مايك ماين ميلك» لترويج شرب الحليب يوميًا. ويمكن مشاهدة إعلاناته على جوانب آلاف الحافلات وعلى الملصقات في جميع أنحاء المملكة المتحدة. يدعم غرينت جائزة النجمة الصغيرة منذ عام 2011 لدعم أبحاث السرطان في المملكة المتحدة. قال غرينت: «أعتقد أنه من الرائع أن أبحاث السرطان في المملكة المتحدة تساعد في إدخال القليل من السحر إلى حياة الأطفال بهذه الطريقة».
في عام 2012، وكجزء من أولمبياد لندن، شارك روبرت في مراسم الشعلة الأولمبية وحمل الشعلة عبر هيندون في شمال غرب لندن إلى خارج جامعة ميديلسكس. كان غرينت على علاقة مع الممثلة الإنجليزية جورجيا غروم منذ عام 2011.

## أعماله
بعض أعمال
| أعمال                                        | الدور/الوظيفة   |
| -------------------------------------------- | --------------- |
| عمالة منزلية                                 | جوليان بيرس     |
| جرائم الأبجدية                               | كروم            |
| Moonwalkers                                  | جوني            |
| Postman Pat                                  |                 |
| مستضعف                                       | آماديو          |
| Charlie Countryman                           | كارل            |
| Into the White                               | جانر روبرت سميث |
| Harry Potter and the Deathly Hallows: Part 2 | رون ويزلي       |
| Wild Target                                  |                 |
| Harry Potter and the Deathly Hallows: Part 1 | رون ويزلي       |
| Harry Potter and the Half-Blood Prince       | رون ويزلي       |
| Harry Potter and the Order of the Phoenix    | رون ويزلي       |
| Driving Lessons                              |                 |
| Harry Potter and the Goblet Of Fire          | رون ويزلي       |
| Wizard People, Dear Reader                   |                 |
| Harry Potter und der Gefangene von Askaban   | رون ويزلي       |
| Harry Potter and the Chamber of Secrets      | رون ويزلي       |
| Harry Potter and the Philosopher's Stone     | رون ويزلي       |

- روبرت غرينت على موقع IMDb (الإنجليزية)
- روبرت غرينت على موقع ميتاكريتيك (الإنجليزية)
- روبرت غرينت على موقع روتن توميتوز (الإنجليزية)
- روبرت غرينت على موقع ألو سيني (الفرنسية)
- روبرت غرينت على موقع ميوزك برينز (الإنجليزية)
- روبرت غرينت على موقع أول موفي (الإنجليزية)
- روبرت غرينت على موقع بوكس أوفيس موجو (الإنجليزية)
- روبرت غرينت على موقع قاعدة بيانات برودواي على الإنترنت (الإنجليزية)
- روبرت غرينت على موقع قاعدة بيانات الأفلام السويدية (السويدية)
- روبرت غرينت على موقع إن إن دي بي (الإنجليزية)